# Ostrava

City logo

Ostrava (phát âm tiếng Séc: [ˈostrava] ⓘ, tiếng Đức: Ostrau, tiếng Ba Lan: Ostrawa) Ostrava là một thành phố của Cộng hòa Séc. Thành phố Ostrava là thành phố lớn thứ 3 ở Cộng hòa Séc và là khu vực thành thị lớn thứ nhì sau Praha. Thành phố này thuộc Vùng Moravia-Silesia. Thành phố Ostrava có diện tích 214 km2, dân số là 314.590 người. Thành phố là trung tâm hành chính của Vùng Moravia-Silesia. Ostrava đã là ứng viên cho danh hiệu Thủ đô văn hóa châu Âu 2015. Ostrava nằm hợp lưu của sông Ostravice, sông Oder, sông Lučina và sông Opava. Lịch sử phát triển thành phố này phần lớn ảnh hưởng bởi việc khai thác và sử dụng trữ lượng than đá đan chất lượng cao ở khu vực.